# Assedio di Valenza (1745)
A seguito della vittoria conseguita nella battaglia di Bassignana gli alleati franco-spagnoli si erano diretti il 6 ottobre ad assediare  Alessandria, difesa dal Marchese Isnardi di Caraglio che l'11 aveva abbandonato la piazza con tutte le truppe e le munizioni.
Il giorno dopo il vescovo e i cittadini aprirono le porte della città alle forze nemiche, queste erano pronte a iniziare l'assedio della cittadella, ma i comandanti in capo dell'esercito il marchese di Maillebois e il conte di Gages diedero l'ordine di andare ad assediare Valenza.
Quest'ultima era difesa dal Marchese di Balbiano che aveva in suo possesso 700 effettivi. Visto però l'esiguo numero di truppe in difesa, la precaria condizione delle mura, e l'impossibilità di Carlo Emanuele di andare a soccorrere la città, il marchese decise di ritirarsi: nella notte del trenta ottobre uscì dalla fortezza con 600 uomini e dopo aver attraversato il fiume e evitato il campo nemico si diresse verso est. Incontrò in Lomellina un corpo di cavalleria sabaudo al comando del conte del marchese della Rocca, che su consiglio di Carlo Emanuele si era recato in loco. Balbiano arrivò così salvo a Casale.
Un certo Rulfi era al comando di cento soldati rimasti a Valenza, nella notte si era sparato per fare in modo che il nemico non si accorgesse della fuga di Balbiano, il giorno dopo rese la piazza al generale spagnolo Aramburù.